# Milorad Stanulov
Milorad Stanulov (født 20. februar 1953 i Zrenjanin) er en jugoslavisk (serbisk) tidligere roer.

## Rokarriere
Stanulov vandt VM-bronze i 1978 i singlesculler for Jugoslavien. Han roede derpå sammen med Zoran Pančić i dobbeltsculler ved OL 1980 i Moskva, og efter en andenplads i det indledende heat vandt de deres opsamlingsheat og var dermed i finalen. Her var det østtyskerne Joachim Dreifke og Klaus Kröppelien, som havde besejret jugoslaverne i det indledende heat, der var hurtigst og fik guld, mens Pančić og Stanulov fik sølv og tjekkoslovakkerne Zdeněk Pecka og Václav Vochoska bronze. Ved OL 1984 i Los Angeles deltog Pančić og Stanulov igen i dobbeltsculleren, og her blev de sidst i deres indledende heat, men med en andenplads i opsamlingsheatet kom de i finalen. Her var det amerikanerne Bradley Lewis og Paul Enquist, der sikrede sig guldet, men belgierne Pierre-Marie Deloof og Dirk Crois fik sølv og Pančić og Stanulov bronze.

## OL-medaljer
- 1980:  Sølv i dobbeltsculler
- 1984:  Bronze i dobbeltsculler